# Petre Roman
Petre Roman (Bucarest, 22 luglio 1946) è un politico, ingegnere e docente rumeno.
Primo ministro della Romania dal 26 dicembre 1989 al 26 settembre 1991, fu una delle principali figure del periodo di transizione del paese alla democrazia. Guidò il primo governo provvisorio risultante dalla rivoluzione del 1989 e fu riconfermato nell'incarico in seguito alle elezioni parlamentari del 1990, varando le prime riforme di stampo democratico e capitalista. Il suo governo fu rovesciato nel settembre 1991 dall'intervento dei minatori guidati da Miron Cozma. Fu anche presidente del Senato dal 1996 al 1999 e Ministro degli affari esteri dal 1999 al 2000.
Presidente del Fronte di Salvezza Nazionale (1990-1993) e poi del Partito Democratico (1993-2001), fu due volte senatore e tre volte deputato.
Il 13 giugno 2017 fu rinviato a giudizio per crimini contro l'umanità insieme a Ion Iliescu e altri importanti leader politici dei primi anni Novanta, nell'ambito dell'inchiesta giudiziaria sulla mineriada del giugno 1990.

## Formazione e carriera professionale

### Famiglia
Il nonno paterno proveniva da una famiglia di origine ebraica chassidista di Oradea. Il padre Valter Roman, nato con il nome Ernő Neuländer, fu un militante comunista e veterano delle brigate internazionali nella Guerra civile spagnola. Negli anni successivi si trasferì prima a Parigi e poi a Mosca, dove conobbe la moglie Hortensia Vallejo, attivista repubblicana basca di religione cattolica rifugiatasi in Unione Sovietica dopo la sconfitta contro le forze franchiste nello stesso conflitto. Roman rientrò in Romania con la famiglia nel 1945, dopo l'instaurazione della nuova repubblica socialista.
Valter Roman occupò successivamente diverse posizioni nell'apparato statale, fino a diventare membro del comitato centrale del Partito Comunista Rumeno (PCR) nel 1951, ministro delle poste e, successivamente, direttore della casa editrice del PCR. Hortensia Vallejo fu per un ventennio a capo della redazione per i programmi per l'estero di Radio Romania Internazionale a Bucarest.
Petre Roman, nato nel 1946, trascorse l'infanzia nella casa paterna situata nell'esclusivo quartiere di Primăverii nella capitale rumena. Fu il terzo di quattro figli, dopo Raúl e Mirella (nati in Russia), e prima di Carmen, sorella minore nata in Romania.

### Studi
Frequentò il liceo Petru Groza, prestigiosa scuola con insegnamento in lingua russa a Bucarest. Nel 1963 fu ammesso alla facoltà di ingegneria elettrica dell'Università Politecnica di Bucarest, dove si laureò nel 1968, con il titolo di miglior studente dell'anno. Durante gli anni universitari svolse un tirocinio presso il cantiere del complesso idroelettrico delle Porte di ferro.
Grazie a una borsa di studio concessa dallo stato rumeno proseguì gli studi di specializzazione in Francia, presso l'Università di Tolosa III Paul Sabatier, conseguendo nel 1971 un master e nel 1974 un dottorato all'Istituto di meccanica dei fluidi dell'ateneo con una tesi dal titolo «Aerazione naturale dei flussi con superficie libera» («Aerarea naturală a curgerilor cu suprafață liberă»).

### Attività accademica
Nel 1968 divenne assistente universitario presso l'Università Politecnica. In Francia fu assistente per l'Istituto politecnico di Tolosa, la Scuola superiore di aeronautica e l'Università Paul Sabatier.
Tornato in Romania, nel 1976 ottenne il titolo di lettore dell'Università Politecnica di Bucarest, nel 1982 quello di conferenziere e nel 1990 quello di professore universitario. Nel 1985 assunse l'incarico di capo del dipartimento d'idraulica della facoltà di idrotecnica. In tale periodo fu noto soprattutto per il suo lavoro accademico e per la ricerca nel campo della fisica dei fluidi e dell'inquinamento. Come riportato dallo storico Vladimir Tismăneanu, sul finire degli anni ottanta frequentò insieme a Ion Iliescu gli incontri del circolo di discussione su scienza e tecnologia fondato dal matematico Mihai Drăgănescu, cui presero parte diverse personalità e tecnocrati del regime.
Autore di centinaia di pubblicazioni nel campo dell'ingegneria (prima del 1989) e delle scienze politiche (dopo il 1989), fu autore di importanti studi sugli effetti dello scarico delle acque calde della Centrale nucleare di Cernavodă, sui modelli di simulazione delle turbolenze che trovarono applicazione nella previsione dei getti inquinanti, sull'autopulizia delle linee di fognatura e sugli schemi predittivi delle alluvioni.
Nell'aprile 2000 ottenne il titolo di dottore honoris causa dall'Università Tecnica della Moldavia.
Fu membro dell'Associazione internazionale di ricerche idrauliche (IAHR), del Club di Madrid e dal 2004 del collegio nazionale dell'Istituto della rivoluzione romena del dicembre 1989 (IRRD). Nel 2021 ne divenne direttore generale in sostituzione di Gelu Voican Voiculescu.
Nel 2000 fondò l'Istituto romeno per gli studi democratici, attivo nella formazione di personale specializzato in programmi europei.

## Carriera politica

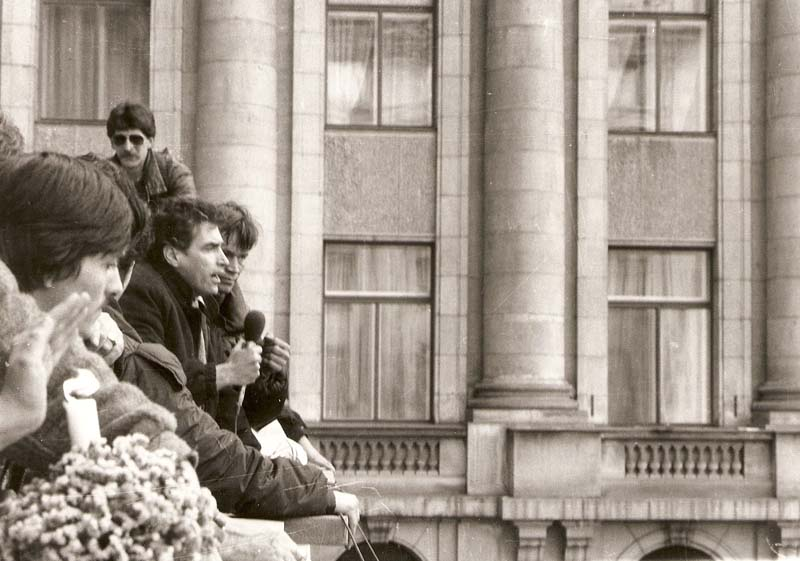
Petre Roman nel corso di un comizio nei giorni della rivoluzione romena del 1989.

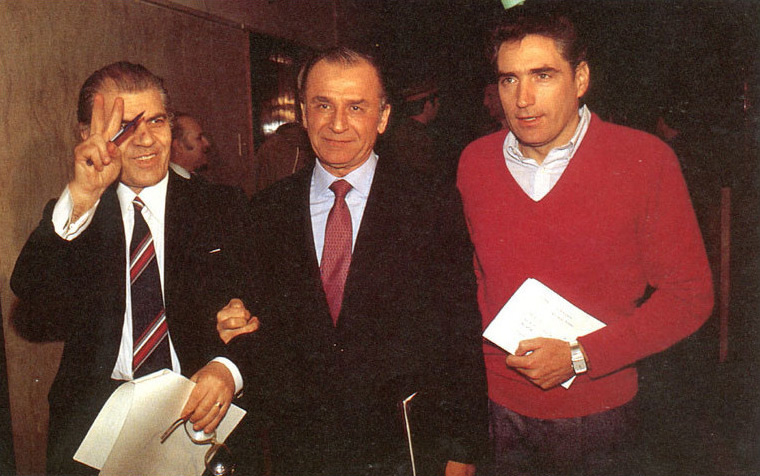
Petre Roman (a destra) con i leader del Consiglio del Fronte di Salvezza Nazionale Ion Iliescu (centro) e Dumitru Mazilu (sinistra) il 23 dicembre 1989, il giorno dopo la nascita dell'istituzione.

### Rivoluzione del 1989
Membro del Partito Comunista Romeno dal 1965, con il tempo iniziò a disprezzare le politiche del dittatore Nicolae Ceaușescu. Per tale motivo nel 1989 sostenne in prima persona la rivoluzione che portò alla sua deposizione. Roman prese parte alle proteste di strada che ebbero luogo a Bucarest e fu tra i manifestanti che occuparono l'ex sede del comitato centrale del partito, rivolgendo alla folla proclami in favore della democrazia appena conquistata. Roman fu uno dei membri che nella sera del 22 dicembre 1989 contribuirono alla nascita del Consiglio del Fronte di Salvezza Nazionale (CFSN), nuovo organo di potere provvisorio presieduto da Ion Iliescu e costituito prevalentemente da ex militanti comunisti che si erano opposti a Ceaușescu.
Pur carente di esperienza specifica, il 26 dicembre 1989 fu nominato da Iliescu per il ruolo di primo ministro del governo provvisorio, incarico concepito come prevalentemente amministrativo, mentre le strategie politiche rivenivano al CFSN. Il governo Roman I fu costituito essenzialmente da tecnocrati e figure che avevano avuto un ruolo politico attivo nei quadri del regime. L'obiettivo principale del nuovo gabinetto era quello di gestire l'amministrazione del paese fino a nuove elezioni.

### Primo ministro
I primi mesi del 1990, tuttavia, furono caratterizzati da dure proteste antigovernative organizzate dalle forze di opposizione, che contestavano la decisione del CFSN di trasformarsi in un partito politico, il Fronte di Salvezza Nazionale (FSN). Alle mineriade dei mesi di gennaio e febbraio, in aprile seguì una più intensa manifestazione, la golaniada, conclusasi in modo tragico in giugno, con l'azione di migliaia di minatori chiamati ad intervenire al fianco delle forze dell'ordine contro i protestatari, in quella che passò alla storia come mineriada del giugno 1990. A tal proposito Roman dichiarò che aveva ordinato l'intervento della polizia quale legittima operazione volta a salvaguardare l'ordine pubblico, ma non giustificava le brutalità commesse dai minatori. L'episodio ebbe profonde ripercussioni negative sulla percezione internazionale della Romania.
Alle elezioni parlamentari del maggio 1990 il FSN ottenne una vittoria schiacciante, che permise la riconferma di Roman a primo ministro. Sebbene eletto anche come deputato, il 31 luglio rinunciò all'incarico parlamentare.
A differenza del precedente, i membri del governo Roman II erano personalità che, pur con un passato nel PCR, non avevano avuto ruoli di primo piano nel regime. Ion Iliescu vinse le elezioni per la presidenza della repubblica. Poiché il quadro normativo impediva al capo di stato di rivestire ulteriori incarichi politici, il 26 luglio Petre Roman assunse formalmente la guida del FSN. Nel corso della seconda conferenza nazionale del FSN tenutasi tra il 16 e il 17 marzo 1991, venne adottato il programma politico del partito «Un futuro per la Romania» («Un viitor pentru România»), basato su una mozione proposta da Roman, che venne contestualmente riconfermato presidente del partito.
Il nuovo esecutivo entrato in carica il 28 giugno 1990 prometteva di far uscire la Romania dall'isolamento internazionale con l'avvicinamento alle potenze occidentali e realizzare la transizione ad un'economia di tipo capitalista. Nel complesso le manovre del governo portarono alla creazione delle istituzioni di base dell'economia di mercato (sistema bancario, privatizzazioni, investimenti stranieri). Roman si presentò più volte in parlamento proclamando la necessità di realizzare ampie riforme di liberalizzazione, anche se ciò portò a contrasti con le frange più conservatrici del FSN e con lo stesso presidente Iliescu.
L'emergere di tensioni sociali, scaturite dalle misure economiche realizzate dal governo, portò alla sollevazione dei lavoratori del comparto minerario, che nel settembre 1991 diedero il via alla quarta mineriada. Per placare le violenze di strada nella capitale, il 26 settembre Petre Roman rimise il proprio mandato nelle mani del presidente della Romania. Mentre per poter proseguire il percorso di ristrutturazione dell'economia nazionale il primo ministro si aspettava la nascita di un nuovo governo guidato dalla sua persona, che includesse anche altre forze politiche, invece, Iliescu prese atto delle sue dimissioni, dando credito alla parte conservatrice del partito, riluttante verso un netto processo di riforma.

### Leader del Partito Democratico

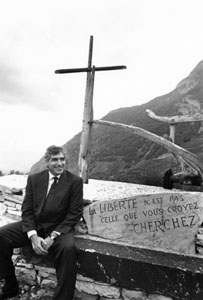
Petre Roman nel 1994

Il conflitto tra le due correnti del FSN si risolse con una scissione nel corso della conferenza nazionale del 27-29 marzo 1992. La maggioranza dei delegati del partito sostenne il programma di Petre Roman «Il Futuro-Oggi» («Viitorul-Azi»), che definiva il FSN come una forza di centro-sinistra che si impegnava a completare la riforma dell'economia. Mentre Roman fu rieletto presidente, numerosi elementi della fazione conservatrice fedele a Ion Iliescu si dimisero in segno di protesta e nei giorni successivi fondarono un nuovo partito, il Fronte Democratico di Salvezza Nazionale (FDSN).
Indebolito dagli addii, alle elezioni parlamentari del 1992 il FSN ottenne il 10% e andò all'opposizione di un governo sostenuto dal FDSN con a capo Nicolae Văcăroiu. Roman ottenne un seggio alla camera dei deputati e fu presidente della commissione difesa per l'intera legislatura fino al 1996. Dal 1993 al 1996 fu anche relatore speciale dell'Assemblea parlamentare della NATO.
Nel corso della convenzione nazionale straordinaria del 28-29 maggio 1993 fu decretato il cambio del nome in Partito Democratico (PD), mentre Roman ne fu riconfermato presidente anche in occasione del congresso del 24-25 ottobre 1994. In qualità di leader del PD nel 1996 riuscì ad ottenerne l'ammissione all'Internazionale socialista con lo status di membro osservatore e favorì l'avvicinamento agli altri partiti d'opposizione, che unirono le proprie forze in occasione delle elezioni parlamentari e presidenziali del 1996.
Concorrendo per il ruolo di capo di Stato, al primo turno del 3 novembre 1996 Roman ottenne il 20%, insufficiente a conseguire l'accesso al ballottaggio. Grazie ad un accordo siglato il 7 novembre con la Convenzione Democratica Romena (CDR), però, Roman garantì il sostegno del PD al candidato presidenziale del centro-destra Emil Constantinescu che al secondo turno concorreva contro Iliescu, riuscendo a mettere le basi per la nascita di una coalizione di governo tra le due parti.

### Presidente del Senato e ministro degli esteri

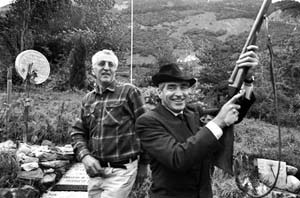
Petre Roman nel 1994.

Con la vittoria di Constantinescu il PD entrò nel governo Ciorbea con sei ministri, mentre Roman conseguì la presidenza del senato con 87 voti a favore e 52 contrari, vincendo la concorrenza di Teodor Meleșcanu, candidato del PDSR.
Alcuni mesi più tardi la convenzione nazionale del 29-30 agosto 1997 lo riconfermò ancora alla presidenza del PD.
Tra il 1996 e il 1999 fu presidente della commissione difesa del senato. Tra gli altri ruoli rivestiti nel periodo, tra il dicembre 1997 e il giugno 1998 e tra il maggio e l'ottobre 2000, fu presidente dell'Organizzazione della cooperazione economica del Mar Nero, mentre in seno all'Internazionale socialista nell'aprile 2000 fu indicato come coordinatore del gruppo di lavoro sul patto di stabilità nell'Europa sud-orientale. Da senatore fu promotore della costituzione del Fondo nazionale di solidarietà, per gli aiuti alle persone che si trovavano in una situazione di povertà estrema, e iniziatore della legge sull'esercizio dell'iniziativa legislativa da parte dei cittadini.
La stabilità di governo fu presto compromessa da debilitanti lotte interne alla coalizione. Le differenze e le ideologie di partito emersero con violenza già tra l'estate e l'autunno del 1997, quando Petre Roman invocò una revisione del radicale processo di riforma promosso dalla CDR, criticando l'incoerenza delle politiche finanziarie, sull'istruzione e sulla sanità dell'esecutivo, dando il via ad un duro ostruzionismo nei confronti del premier Victor Ciorbea. Su veto del PD, che nel febbraio 1998 aveva ritirato tutti i propri ministri, alla fine, nel marzo 1998 questi fu costretto a rassegnare le proprie dimissioni.
Il PD sostenne anche il successivo governo Vasile, che rimase in carica fino al dicembre 1999. Alla nascita del governo Isărescu, Petre Roman rinunciò al ruolo di capo del senato e assunse l'incarico di ministro degli esteri, funzione particolarmente importante e politicamente visibile per via dei negoziati in atto per l'ingresso della Romania nella NATO e nell'Unione europea.
Da ministro mostrò la sua preoccupazione per la riduzione del numero di paesi in cui per l'accesso i cittadini romeni avevano bisogno di un visto, specialmente nell'Unione europea. A tal proposito promosse la costituzione in seno al suo dicastero di un Dipartimento per gli affari europei. Nell'ottobre 2000 il comitato per la giustizia e gli affari interni della Commissione europea propose l'abolizione dei visti per i cittadini rumeni nell'UE dal 1º gennaio 2001. Il 20 settembre 2000 pubblicò sul Frankfurter Allgemeine Zeitung un articolo intitolato «Il progetto dell'Europa unita : una visione dall'est» («Proiectul Europei Unite : o viziune din Est»), in cui sosteneva la necessità di accelerare il processo di integrazione della Romania alle strutture sovranazionali europee.
Roman si espresse per il rafforzamento dei rapporti con la Repubblica di Moldavia, con cui nel 2000 fu firmato un trattato di partnership privilegiata, e fu il primo ministro degli esteri di uno dei paesi della penisola balcanica ad effettuare una visita ufficiale nella Jugoslavia del neoeletto presidente Vojislav Koštunica, in modo da ricucire le relazioni deteriorate dopo che nel 1999 la Romania aveva concesso alla NATO il proprio spazio aereo per le operazioni in Kosovo.

### Perdita della leadership del Partito Democratico
L'ambiguo ruolo del PD in seno alla maggioranza contribuì, comunque, al rafforzamento del ruolo di Roman nel partito, mentre le poche voci di dissenso non ebbero peso. Riconfermato agevolmente come presidente del PD dalla convenzione nazionale del 19 febbraio 2000, fu ufficialmente investito dai membri del partito come candidato alla presidenza della repubblica il 25 agosto dello stesso anno. Il confortante risultato ottenuto dal PD alle elezioni locali del 2000 (secondo partito del paese con il 10%), tuttavia, non fu ripetuto alle parlamentari e presidenziali dell'autunno. Il partito risentì degli effetti della scarsa popolarità del governo uscente e alle presidenziali Roman si fermò ad appena il 3%, mentre per il rinnovo del parlamento il PD ottenne il 7% delle preferenze, divenendo una marginale forza d'opposizione al governo PSD di Adrian Năstase.
Tale risultato mise in discussione la sua leadership. La convenzione nazionale del 18-19 maggio 2001, infatti, decretò il passaggio del teste a Traian Băsescu, eletto nuovo presidente del partito con 653 voti contro i 304 di Petre Roman.
Da senatore nel corso della legislatura 2000-2004 fu membro della commissione per la politica estera e della commissione giuridica (da settembre 2001). Partecipò, inoltre,alle delegazioni del parlamento rumeno presso l'assemblea parlamentare della NATO e l'assemblea dell'Unione europea occidentale.

### Forza Democratica di Romania
Escluso dai vertici del gruppo, Roman accusò ripetutamente la nuova dirigenza di aver stravolto l'identità del partito da lui fondato, a causa del passaggio da una dottrina socialdemocratica a una populista conservatrice, fino a quando prese la decisione di abbandonare il PD e creare una nuova formazione politica. Il 13 febbraio 2004, infatti, presentò Forza Democratica di Romania (FD), gruppo di centro-sinistra di «orientamento radicale democratico».
Nel 2007 fece scalpore il suo annuncio di voler cambiare il nome di FD in Partito Democratico, dopo che questo era stato ridenominato Partito Democratico Liberale (PD-L). L'acquisizione del nome storico del PD avrebbe significato la riappropriazione del suo patrimonio ideologico e dei valori legati alla socialdemocrazia e all'europeismo. Il tribunale di Bucarest, tuttavia, respinse la richiesta e il partito mantenne il proprio nome.
A livello elettorale FD fu un partito effimero. Alle parlamentari del 2004 rimase sotto l'1%, mentre la candidatura di Roman alle presidenziali ottenne solo l'1,34% delle preferenze.

### Nel Partito Nazionale Liberale

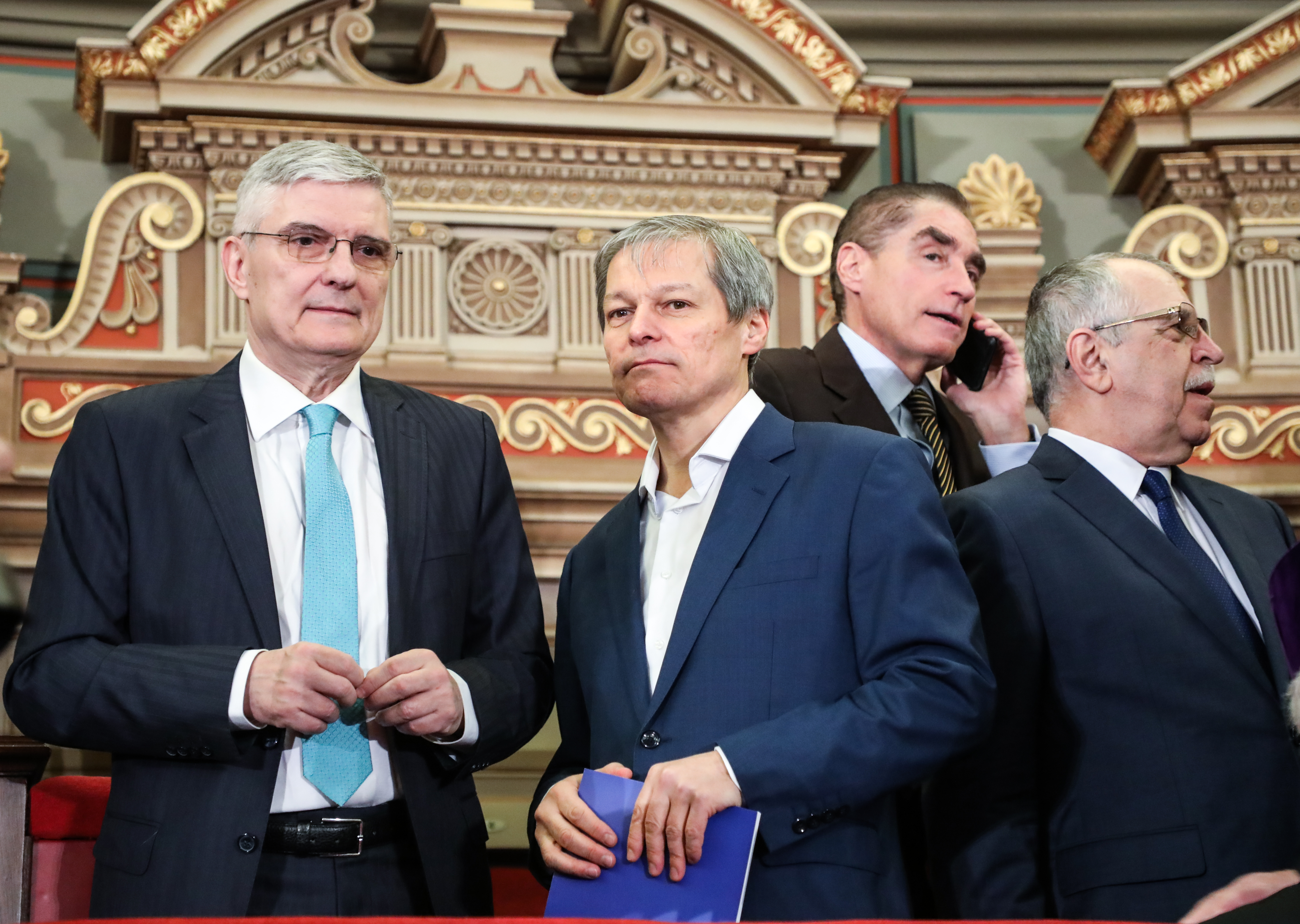
Il vicepresidente della Banca nazionale della Romania Daniel Dăianu, l'ex primo ministro Dacian Cioloș e Petre Roman nel 2019, in occasione della cerimonia ufficiale di inizio della presidenza romena del Consiglio dell'Unione europea.

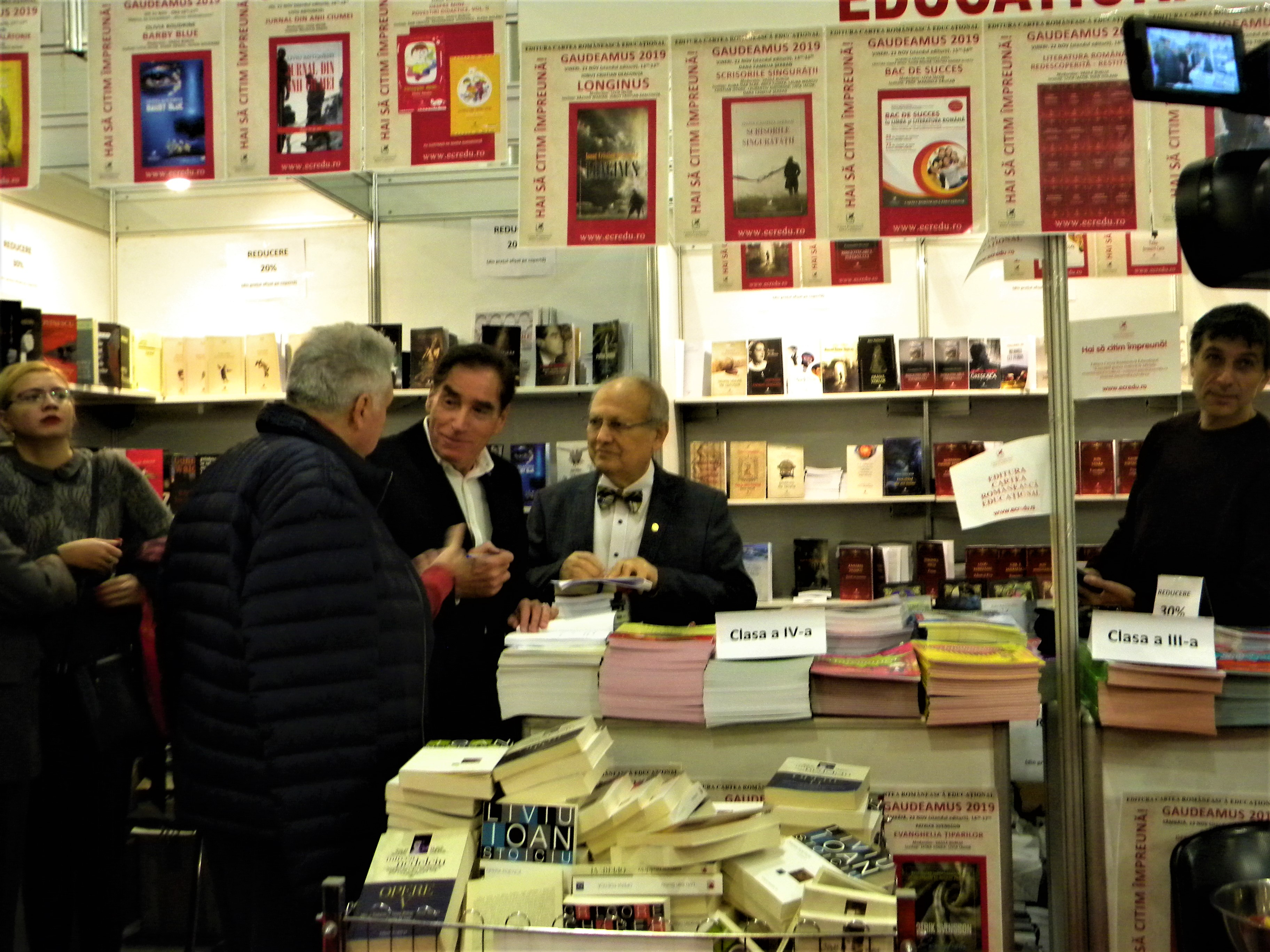
Petre Roman in vista al salone del libro Gaudeamus nel 2019.

In seguito al fallimento di FD, Roman si avvicinò progressivamente al Partito Nazionale Liberale (PNL), guidato dal premier Călin Popescu Tăriceanu, che nel settembre 2008 lo nominò Alto rappresentante del governo per i romeni all'estero, funzione costituita in seno alla cancelleria del primo ministro, con il grado di consigliere di Stato. Tra i suoi compiti vi erano la difesa degli interessi delle comunità romene e la promozione dei diritti dei lavoratori romeni nel mondo nelle relazioni con le autorità degli stati di loro residenza, in collaborazione con il Dipartimento per le relazioni con i romeni all'estero, organo subordinato al ministero degli esteri.
In occasione delle elezioni parlamentari del 2008 si candidò alla camera nei ranghi del PNL nella circoscrizione estero, ma non riuscì ad ottenere l'elezione.
Roman fu successivamente consigliere personale del presidente del PNL Crin Antonescu, nuovo leader del partito dal marzo 2009 e terzo alle elezioni per la presidenza della repubblica nello stesso anno.
Candidatosi alla camera dei deputati nel distretto di Brașov nelle liste dell'ampia coalizione Unione Social-Liberale formata da PNL e PSD, nel 2012 Petre Roman riuscì a tornare in parlamento. Nel corso della legislatura partecipò alle commissioni per gli affari europei (dicembre 2012-febbraio 2013) e la politica estera (della quale fu vicepresidente dal marzo 2013 al febbraio 2015). Tra gli altri incarichi fu membro della commissione comune per l'elaborazione di proposte legislative di revisione della Costituzione della Romania e delle delegazioni del parlamento della Romania presso l'assemblea parlamentare della NATO e l'assemblea parlamentare della francofonia. Tra il febbraio 2015 e il settembre 2016, tuttavia, fu sospeso dal suo mandato di parlamentare a causa di uno stato d'incompatibilità segnalato dall'Agenzia nazionale per l'integrità (ANI).
Al termine di lunghe tensioni per via di alcune posizioni non fedeli alla linea della dirigenza, nel marzo 2018 il nuovo presidente del partito Ludovic Orban decretò l'espulsione di Petre Roman e dell'ex ministro della difesa Corneliu Dobrițoiu, affermando di non essere riuscito a trovare i loro nominativi nel database degli iscritti al PNL.

### Candidatura al Consiglio municipale di Bucarest
Nel 2020 fu indicato come capolista del Partito Social Democratico alle elezioni locali per il rinnovo del Consiglio generale del municipio di Bucarest, in cui il partito sosteneva la rielezione a sindaco di Gabriela Firea. Roman specificò che, malgrado si candidasse con i socialdemocratici, aveva accettato la proposta solamente per sostenere la Firea e fare qualcosa di buono per la città di Bucarest. Aggiunse che sarebbe ideologicamente rimasto un liberale e che per tale motivo non si sarebbe implicato attivamente nella vita interna del PSD.
In seguito alla sconfitta della Firea alle elezioni del 27 settembre 2020, pur eletto consigliere, decise di non accettare l'investitura in seno alla giunta, poiché all'opposizione non avrebbe potuto portare a termine i progetti urbanistici che aveva in mente per la città.

## Aspetti controversi

### Rinvio a giudizio per crimini contro l'umanità
Il 13 giugno 2017 fu rinviato a giudizio per crimini contro l'umanità al fianco di altre personalità che avevano rivestito importanti ruoli istituzionali nel contesto della mineriada del giugno 1990, come Ion Iliescu, Gelu Voican Voiculescu e Virgil Măgureanu. All'epoca Petre Roman era primo ministro.
Secondo la requisitoria presentata dai procuratori militari, nei giorni dell'11 e 12 giugno 1990 le autorità avevano deliberatamente progettato di attaccare in maniera violenta i manifestanti che si trovavano in piazza dell'università a Bucarest, che invocavano l'applicazione dell'art.8 della proclamazione di Timișoara e che esprimevano in modo pacifico le proprie opinioni politiche, che erano in contrasto con quelle della maggioranza politica di quel momento. Nell'attacco, messo in pratica il 13 giugno, erano state coinvolte illegalmente forze del ministero dell'interno, del ministero della difesa, del Serviciul Român de Informații (SRI) e oltre 10.000 minatori e altri operai provenienti da diverse parti del paese.
Fu inizialmente indagato per lo stesso crimine anche nell'ambito dell'inchiesta sulla rivoluzione romena del 1989, ma la sua posizione fu stralciata nel 2019, senza alcun rinvio a giudizio.

### Situazione d'incompatibilità e processo con l'ANI
Nel marzo 2014 l'Agenzia nazionale per l'integrità (ANI) segnalò in un rapporto che Petre Roman si trovava in una situazione d'incompatibilità poiché dal dicembre 2012 simultaneamente rivestiva i ruoli di parlamentare e di titolare di partita IVA (Persoană fizică autorizată, PFA) e che, per tale motivo, secondo la legge avrebbe dovuto rinunciare all'incarico parlamentare.
Il mese successivo Roman presentò un appello al tribunale di Bucarest, che nel gennaio 2015 ne respinse la richiesta poiché non competente in materia. Secondo la legge, infatti, il ricorso sarebbe dovuto pervenire alla corte d'appello entro sei mesi dalla sentenza dell'Agenzia. L'ANI, quindi, richiese al parlamento di prendere atto della fine del mandato di Roman. Nonostante il successivo tergiversare dei componenti della commissione giuridica della camera dei deputati, l'assemblea parlamentare convalidò la decisione nel febbraio 2015 e Roman fu sollevato dall'incarico.
Il 22 aprile 2016 la corte d'appello accolse il ricorso di Petre Roman che si rivolse, quindi, alla camera dei deputati. Nel mese di giugno la commissione giuridica trasmise alla presidenza della camera un rapporto che evidenziava la legittimità della posizione di Roman, che nel settembre 2016 fu riammesso quale parlamentare con 216 voti a favore e uno contrario.
Nel marzo 2017 una sentenza della cassione diede ragione all'ANI, sottolineando che il ricorso di Roman alla corte d'appello era stato realizzato al di fuori dei tempi previsti.

### Caso delle residenze di protocollo
Nel giugno 1997 numerosi politici sia del Partito della Democrazia Sociale di Romania che del Partito Democratico furono al centro di un rapporto elaborato dal presidente del Dipartimento di controllo e anticorruzione del governo, Valerian Stan. In esso risultava che un cospicuo numero di personalità politiche, incluso Petre Roman, che avevano avuto un ruolo attivo nel corso della rivoluzione e che erano state vicine a Ion Iliescu nei primi anni novanta, avevano ricevuto in usufrutto dallo Stato in circostanze poco trasparenti delle residenze di protocollo, in cui ancora vivevano con canoni puramente nominali. Roman riuscì ad ottenere il licenziamento di Stan facendo pressione sul primo ministro Victor Ciorbea e, successivamente, lasciò libera l'abitazione ricevuta dallo Stato.

## Vita privata
Nel 1974 sposò Mioara, giornalista e insegnante di lingua araba, figlia del diplomatico e alto funzionario comunista Ion Georgescu. Insieme ebbero una figlia, Oana. Roman fu anche patrigno di Catinca Zilahy, nata da una precedente relazione di Mioara. I due divorziarono nel 2008.
Nel 2009 Roman si unì in matrimonio secondo il rito ortodosso alla cantante Silvia Chifiriuc, dalla quale ebbe un figlio, Petrus, nato nello stesso anno. Il ricevimento di nozze fu ospitato in una delle proprietà del magnate Dinu Patriciu, che fu anche testimone della coppia.

## Pubblicazioni
Tra le numerose pubblicazioni di Petre Roman figurano le seguenti.

### Monografie
- (RO) Libertatea ca datorie, Cluj-Napoca, Dacia, 1994.
- (RO) România, încotro?, Bucarest, Ed. Fundația pentru Studii Politice "Ion Aurel Stoica", 1995.
- (RO) Față in față cu Petre Roman - 9 convorbiri cu Vartan Arachelian, Bucarest, Cartea Românească, 1996.
- (RO) România la ceasul integrării europene și euro-atlantice, 2000.
- (RO) Mărturii provocate. Convorbiri cu Elena Ștefoi, Paideia, 2002.
- (RO) Orice ar fi. Cuvintele impotriva Puterii, Bucarest, Adevărul, 2012.
- (RO) Despre pasiune în vreme de libertate, Bucarest, Cartea Românească, 2017.

### Conferenze
- (EN) Democracy promotion - education for the future, Lido di Venezia, Conferenza internazionale del centro inter-universitario europeo, 14-16 luglio 2006.
- (EN) The West and the Arab World: Clash or Mutual Understanding, Barcellona, Sessione solenne dell'Accademia regale spagnola di scienze economiche e finanziarie, 16 novembre 2006.
- (RO) Extinderea UE din ianuarie 2007: implicații asupra Occidentului, Barcellona, Trentennale dell'AECOC, 20 aprile 2007.
- (EN) The parallel roads of the religious belief and science: search for patterns, Kiev, Summit inaugurale sulla pace e la tolleranza, 25-26 aprile 2007.
- (RO) Schița strategiei pentru înfăptuirea economiei de piață în România – un plan de acțiune « avant la lettre », Bucarest, Institutul Național de Cercetări Economice, 9 maggio 2007.
- (FR) Sur la Stregie de l'Action Consensuelle dans des conditions de Risque Global, Păltiniș, Academia Romana e Accademia regale spagnola di scienze economiche e finanziarie, 8-10 giugno 2007.

### Rapporti per organi internazionali
- (EN) Protecting Civilians against Terrorism within the New NATO Military Concept of Defence - Special Report No.50CC03E, Orlando, Assemblea della NATO, 7 aprile 2003.
- (EN) Preserving the Civil Liberties and Fighting Terrorism Efficiently: is it Possible? - Special Report No.54CCO4E, Bratislava, Assemblea della NATO, 19 aprile 2004.
- (EN) On the Strategic Importance of EURASIA, Madrid, Comitato esecutivo del Club di Madrid, 24 giugno 2006.
- (EN) The Bolivian Mission for conflict resolution, Madrid, Comitato esecutivo del Club di Madrid, 18 ottobre 2006.
- (EN) Energy Access for All – The Case of Romania, Madrid, Rapporto alla conferenza annuale del Club di Madrid "Energy and Democratic Leadership", 19-21 ottobre 2006.

### Ingegneria
- (RO) Dosarul energiei nucleare: risc și securitate, 1978.
- (RO) Apa și poluarea, 1978.
- (RO) Introducerea în fizica poluării fluidelor, 1981.
- (RO) Mișcarea fluidelor compresibile cu transfer de căldură, 1982.
- (RO) Probleme speciale de hidromecanică, 1985.
- (RO) Hidrologia și protecția calității apelor, 1987.
- (RO) Mecanica fluidelor, 1989.
- (RO) Hidrologie dinamică, 1990.

## Riconoscimenti
Diploma per l'ambiente attribuito dall'UNESCO e di cinque medaglie di stato (Francia, Colombia, Ecuador, Uruguay, Argentina, Portogallo e Danimarca).